# Diskriminante (Modulform)
Die Diskriminante Δ ist eine auf der oberen Halbebene {\displaystyle \mathbb {H} =\{z\in \mathbb {C} \mid \mathrm {Im} \,z>0\}} holomorphe Funktion. 
Sie spielt eine wichtige Rolle in der Theorie der  elliptischen Funktionen und Modulformen.

## Definition
Für {\displaystyle z\in \mathbb {H} } sei {\displaystyle \Delta (z):=g_{2}^{3}(z)-27g_{3}^{2}(z)},
dabei sind {\displaystyle g_{2}(z)=60G_{4}(z)} und {\displaystyle g_{3}(z)=140G_{6}(z)} die Eisensteinreihen zum Gitter {\displaystyle \mathbb {Z} z+\mathbb {Z} }.

## Produktentwicklung
Die Diskriminante {\displaystyle \Delta } lässt sich in ein unendliches  Produkt entwickeln, es gilt:
{\displaystyle \Delta (z)=(2\pi )^{12}e^{2\pi iz}\prod _{n=1}^{\infty }(1-e^{2\pi inz})^{24}}
Aus der Produktdarstellung folgt unmittelbar, dass {\displaystyle \Delta } in {\displaystyle \mathbb {H} } keine Nullstellen hat.
Die Diskriminante {\displaystyle \Delta } ist eng verwandt mit der  Dedekindschen η-Funktion, es ist 
{\displaystyle \Delta (z)=(2\pi )^{12}\eta ^{24}(z)}.

## Transformationsverhalten
Die Diskriminante Δ ist eine ganze Modulform vom Gewicht 12, d. h. unter den Substitutionen von 
{\displaystyle \Gamma :=SL_{2}(\mathbb {Z} )=\{{\begin{pmatrix}a&b\\c&d\end{pmatrix}}\mid a,b,c,d\in \mathbb {Z} ,ad-bc=1\}} gilt:
{\displaystyle \Delta \left({\frac {az+b}{cz+d}}\right)=(cz+d)^{12}\Delta (z)}.
Die Diskriminante Δ hat eine Nullstelle bei {\displaystyle z=\infty } und ist damit das einfachste Beispiel für eine sogenannte Spitzenform (engl. cusp form).

## Fourierentwicklung
Die Diskriminante Δ lässt sich in eine Fourierreihe entwickeln:
{\displaystyle \Delta (z)=(2\pi )^{12}\sum _{n=1}^{\infty }\tau (n)\,{\mathrm {e} }^{2\pi inz}}.
Die Fourierkoeffizienten sind alle ganze Zahlen und werden als Ramanujansche tau-Funktion 
bezeichnet. Diese ist eine multiplikative zahlentheoretische Funktion, d. h. 
{\displaystyle \tau (m)\cdot \tau (n)=\tau (m\cdot n)} für teilerfremde {\displaystyle m,n\in \mathbb {N} },
wie im Jahre 1917 von Louis Mordell bewiesen wurde. Genauer gilt die Formel
{\displaystyle \tau (m)\tau (n)=\sum _{d\,|(m,n)}\!\!d^{11}\tau \left({\frac {mn}{d^{2}}}\right)}.
Für die ersten Werte der tau-Funktion {\displaystyle \tau (n)} gilt:
{\displaystyle \tau (1)=1}
{\displaystyle \tau (2)=-24}
{\displaystyle \tau (3)=252}.
Bis heute ist keine „einfache“ arithmetische Definition der tau-Funktion bekannt. Ebenso ist bis 
heute unbekannt, ob die von Derrick Henry Lehmer aufgestellte Vermutung 
{\displaystyle \tau (m)\neq 0} für alle {\displaystyle m\in \mathbb {N} } richtig ist.
Ramanujan vermutete, dass für Primzahlen {\displaystyle p} gilt:
{\displaystyle |\tau (p)|\leq 2p^{11/2}}.
Diese Vermutung wurde im Jahre 1974 von Deligne bewiesen.
Die {\displaystyle \tau (n)} erfüllen die bereits von Ramanujan entdeckte Kongruenz
{\displaystyle \tau (n)\equiv \sigma _{11}(n)\mod 691}
mit 
{\displaystyle \sigma _{11}(n)=\sum _{d\,\mid n}d^{11}}